# Hirskyj Tikytj
48°46′51″N 30°52′59″Ø / 48.78083°N 30.88306°Ø
Hirskyj Tikytj (ukrainsk: Гірський Тікич) er en 167 km lang flod i Ukraine, en biflod til Tikytj, i Sydlige Buhs afvandingsområde. Hirskyj Tikytj-floden har sit udspring nær landsbyen Frontivka i Orativ rajon, Vinnytska oblast. Den løber sammen med den 157 km lange Hnylyi Tikych for at danne Tikytj, som efter 4 km løber sammen med Velyka Vys for at danne Synjukha, som løber 110 km for at løbe sammen med Sydlige Buh.